# Brasil 1

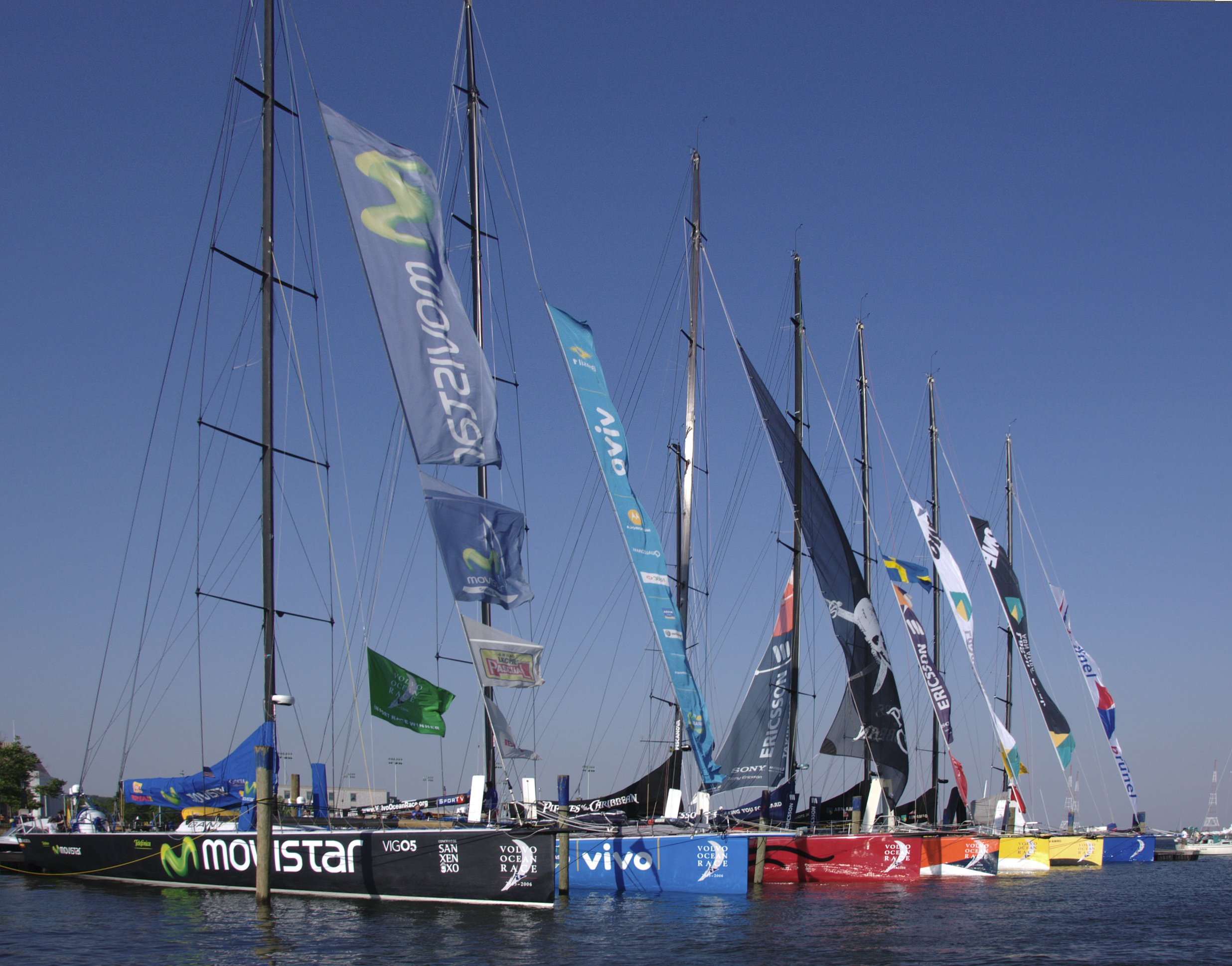
Brasil 1 é o segundo à esquerda (em azul)

O Brasil 1 é um veleiro Open 70 construído no Brasil para a disputa da edição da Volvo Ocean Race de 2005-06, a principal competição de vela oceânica do mundo. Foi a primeira embarcação brasileira na competição. Alcançado a 3° posição na classificação geral.

## Campanha 2005-2006
A equipe do Brasil 1 terminou a competição na terceira colocação. Um projeto posterior foi abandonado, pois o principal patrocinador era o Grupo EBX antes da bancarrota.
| Nacionalide   | Velejador                          | Função                                 |
| ------------- | ---------------------------------- | -------------------------------------- |
| Brasil        | Torben Schmidt Grael               | Capitão                                |
| Brasil        | Marcelo Bastos Ferreira            |                                        |
| Brasil        | Kiko Pelicano                      |                                        |
| Brasil        | Joca Signorini                     | Técnico                                |
| Brasil        | André Fonseca                      |                                        |
| Austrália     | Adrienne Cahalan                   |                                        |
| Espanha       | Roberto "Chuny" Bermúdez de Castro |                                        |
| Austrália     | Andy Meiklejohn                    |                                        |
| Nova Zelândia | Stuart Wilson                      |                                        |
| Noruega       | Knut Frostad                       |                                        |
| Uruguai       | Horacio Carabelli                  | Diretor técnico e regulador de catraca |
| Brasil        | Alan Adler                         | Diretor                                |
| Países Baixos | Marcel Van Triest                  |                                        |
| Brasil        | Mauricio Fernandes                 | Equipe Brasil 1 _ Terra                |
| Brasil        | Larissa Carelli                    | Equipe Brasil 1 _ Terra                |

O norueguês Knut Frostad juntou-se ao grupo nas etapas dos mares do Sul da Volvo.

## Especificações
- Edição: 2005-06
- Comandante: Torben Grael
- Classificação final: 3º lugar
- Modelo: Volvo Open 70
- Projeto naval: Farr Yacht Design
- Tamanho: 21,5 m
- Peso total: 14 toneladas
- Local de construção: Indaiatuba, São Paulo
- Ano: 2005[3]